# Óscar Murillo Murillo
Óscar Fabián Murillo Murillo (Armènia, 18 d'abril de 1988) és un futbolista colombià que el 2018 juga com a defensa central en el Club de Fútbol Pachuca de la Lliga mexicana de futbol. És internacional amb la selecció de Colòmbia.
El 14 de maig de 2018 va ser inclòs per l'entrenador José Pekerman en la llista preliminar de 35 jugadors per disputar la Copa Mundial de Futbol de 2018.